# 巨浪-2型潜射弹道导弹
巨浪-2（JL-2，北约代号：CSS-N-14）是中国第二代洲际潜射弹道导弹，设计为三段固体燃料推进火箭。最大射程，基本型为7400公里，未来改进型可能增加到8000-9000公里，并可携带1-3个核弹头。
将布署在094型核潛艇上，每艘可搭载12枚。巨浪2号与早期的东风-31同使用直径2.25米的固体火箭，两者长度约13米及质量约42吨也很接近。后增程的东风31A加长了上面级火箭，增重5吨增长至18.4米。延续“东风下海，巨浪上岸”的设计思想；类似上一代巨浪1号与东风21号同为1.4米弹体，但长度上会有所不同。

## 历史

### 巨浪二/JL-2
北约编号：CSS-N-14Mod0
结构：两级
燃料：一、二、三級固體，彈頭機動散佈器為液體
最大射程：8000公里
质量：40-45噸
弹头当量：3枚15万吨分导式热核弹头
制导：捷联惯性，弹道计算机，激光陀螺，天文导航
圆周偏差率：300m
平台：潜射
研制单位：航天部一院，航天部二院
生产单位：航天科技集团

### 巨浪二甲/JL-2A
北约编号：CSS-N-14ModI
结构：三
燃料：一、二、三級固體
最大射程：11000公里
质量：46吨
弹头当量：约可以携带3枚25万吨分导弹头或6枚4至6万吨分导弹头
制导：捷联惯性，弹道计算机，激光陀螺，天文导航
圆周偏差率：200-300m
平台：潜射
研制单位：航天部二院
生产单位：航天科技集团

### 巨浪二甲改/JL-2AG
北约编号：CSS-N-14ModII
结构：两级
燃料：三级固体
最大射程：12000公里
质量：52吨
弹头当量：可携带3枚25万吨弹头或7枚4至6万吨分导弹头
制导：捷联惯性，弹道计算机，激光陀螺，天文导航
圆周偏差率：200m
平台：潜射
研制单位：航天部二院
生产单位：航天科技集团

### 试射历史
第一次：2011年12月30日（G型常规动力试验潜艇发射）
第二批次：2012年1月，日期不详，发射次数：6次（G型常规动力试验潜艇发射）
第三次：2012年8月21日（094型战略核潜艇发射）
第四次：2013年12月22日（094型战略核潜艇首艇409号发射）
第五次：2015年1月23日（094型战略核潜艇首艇409号发射）
数据信息来源：美国“华盛顿自由灯塔”新闻网